# Aspidoras maculosus
Aspidoras maculosus är en fiskart som beskrevs av Han Nijssen och Isbrücker, 1976. Aspidoras maculosus ingår i släktet Aspidoras och familjen Callichthyidae. IUCN kategoriserar arten globalt som livskraftig. Inga underarter finns listade.